# جون إدوارد بارسونز
جون إدوارد بارسونز (بالإنجليزية: John Edward Parsons)‏ هو محامي أمريكي، ولد في 24 أكتوبر 1829 في نيويورك في الولايات المتحدة، وتوفي في 16 يناير 1915.